# روبرت ديكسون
روبرت ديكسون هو سياسي كندي، ولد في 8 يوليو 1777، وتوفي في 10 نوفمبر 1835. انتخب عضو مجلس نواب نوفا سكوتيا.